# Ricard Botey i Ducoing
Ricard Botey i Ducoing (Barcelona, 14 de setembre de 1855 – 27 de setembre de 1927) fou un metge otorrinolaringòleg català.
El seu pare era de Tarragona i la seva mare de Bordeus. Estudià el batxillerat a Perpinyà i en 1881 es llicencià en medicina a la Universitat de Barcelona i en 1882 es doctorà a Madrid. Influït per Jaume Ferran i Clua, s'interessà per la bacteriologia va ser el primer a cultivar el bacil del còlera a Espanya. En 1884 participa en les tasques de neteja de la ciutat a causa de l'epidèmia de còlera a Barcelona. Era un bon atleta, i la seva afició a la música i al cant el va aproximar a l'otorrinolaringologia. Va participar en el Congrés Mèdic Internacional de París de 1889, i després es dedicà a iniciar l'otorrinolaringologia a Catalunya. En 1890 va fundar la revista Archivos internacionales de Laringología, Otología, Rinología y de las enfermedades de las primeras vías respiratorias y digestivas. El 1898 va obrir consulta al carrer Rosselló de Barcelona i el 1902 va aconseguir que l'otorrinolaringologia fos assignatura a la Facultat de Medicina, però la càtedra li fou atorgada a Francesc de Sojo i Batlle.
Va presidir l'Acadèmia i Laboratori de Ciències Mèdiques el 1906-1908. Durant la seva presidència, el 1907 es començaren a publicar en català, els Annals (Anals de Medecina). El 1905 va ingressar a la Reial Acadèmia de Medicina de Catalunya. El 1922 va fundar i presidir l'Asociación Hispánica de Otorrinolaringología.
Com a cirurgià va ser el primer en descriure i practicar la resecció submucosa de l'envà nasal, coneguda com a resecció submucosa de Killian-Botey. El seu nom s'utilitza per designar l'anestèsia emprada en laringectomia (anestèsia de Botey) i per designar un tipus de maniobra quirúrgica emprat per extreure la laringe (Mètode de Gluck-Botey). També va introduir la broncoesofagoscòpia.

## Obres
- Higiene, desarrollo y conservación de la voz (1885; tercera edició, 1915)
- Estudios clínicos sobre laringología, otología y rinología. Su práctica y enseñanza actual en Europa (1891)
- Les maladies de la voix chez les chanteurs et leur traitement (1899)
- Tratado de otorrinolaringología (1902)
- Diagnóstico y tratamiento de las vegetaciones adenoideas (1891)
- Manual de técnica laringoscópica, rinoscópica y alergológica
- Tratamiento de los nódulos vocales
- La especialización de los estudios laringológicos, rinológicos y otológicos y sus relaciones con la medicina y cirugía generales (1896)